# Ю-Хосе, Лидия
Лидия Ю-Хосе (англ. Lydia Yu-Jose; 27 марта 1944, Манила, Филиппины — 3 августа 2014, Кесон-Сити, Столичный регион, Филиппины) — филиппинский учёный, профессор политологии и японоведения Университета Атенео-де-Манила на Филиппинах.

## Биография
Лидия Ю-Хосе родилась 27 марта 1944 года в Маниле на Филиппинах. Училась в начальной школе Санта-Аны, затем с отличием окончила среднюю школу Фелипе Г. Кальдерона. Поступила в Манильский университет Дальнего Востока в Маниле, который окончила в 1965 году со степенью в области образования, а потом в течение двух лет преподавала в Католической школе Малате.
В 1967 году Лидия Ю-Хосе была принята в Университет Атенео-де-Манила в качестве выпускающего ассистента на кафедре политологии, одновременно готовясь к защите и получению степени магистра в области истории. В конечном счёте, она получила степень магистра политических наук и в 1970 году начала преподавать в Атенео. Кроме того, Ю-Хосе занималась на недавно созданной программе японоведения Атенео в 1969 году, и по предложению его директора подала заявление и получила стипендию Монбукагакусё от правительства Японии для учёбы в Международном христианском университете, где и находилась до 1971 года. Также Ю-Хосе получила степень доктора философии в области международных отношений Софийского университета в Токио.
С 1989 по 1993 год, затем с 1995 по 1996 год Ю-Хосе была директором Программы японоведения, с 1997 по 2001 год — председателем кафедры политологии, а с 2004 по 2013 год — директором Центра азиатских исследований Атенео. В 2004 году она стала одним из основателей Ассоциации японоведения Юго-Восточной Азии (JSA-АСЕАН). В 2006 году от имени всех участников Программы японоведения она получила официальное свидетельство в честь 50-летия нормализации дипломатических отношений между Японией и Филиппинами, подписанное министром иностранных дел Японии Таро Асо.
29 апреля 2012 года Лидия Ю-Хосе в знак признания её вклада в развитие японоведения на Филиппинах, а также в знак укрепления взаимопонимания между двумя странами, была награждена Орденом Восходящего солнца 3 класса.
3 августа 2014 года после шестилетней борьбы с неходжкинской лимфомой Лидия Ю-Хосе скончалась в возрасте 70 лет в городе Кесон-Сити. Прощание прошло 6 августа в Мемориальной часовне и крематории Лойолы, а похоронная месса — 7 августа в Мемориале Лойолы.

## Личная жизнь
Лидия Ю-Хосе была замужем за Рикардо Т. Хосе, которого встретила во время учебы в Софийском университете. Он является директором Всемирного центра исследований Университета Филиппин-Дилиман и сыном пианиста Регаладо Хосе, преподававшего в Музыкальном колледже университета Филиппин.